# Ерошино (Смоленская область)
Еро́шино — деревня в Смоленской области России, в Сафоновском районе. Население – 8 жителей (2007 год) . Расположена в центральной части области в 39 км к северо-востоку от города Сафонова, в 23 км севернее автодороги М1 «Беларусь». В 28 км южнее от деревни железнодорожная станция О.п. 286-й км	 на линии Москва — Минск. Входит в состав Старосельского сельского поселения.

## История
В 1859 году деревня была владельческой,в ней было 11 дворов, 42 человека мужского пола и 46 женского. В деревне протекал ручей Боровка. [Списки населённых мест Смоленской губернии в 1859]. Уже в 1904 году в деревне проживало 211 человек. [Списки населённых мест Смоленской губернии в 1904]. В годы Великой Отечественной войны деревня была оккупирована гитлеровскими войсками в сентябре 1941 года, освобождена в 1943 году.